# Pentathlon moderno ai Giochi della XXIII Olimpiade
Le gare di pentathlon moderno ai Giochi della XXIII Olimpiade si svolsero dal 29 luglio al 1° agosto presso il Coto Equestrian Center di Coto de Caza ad eccezione delle gare di nuoto che si svolsero presso il William Woollett Jr. Aquatics Center di Irvine.

## Podi
| Evento                               | Oro                                                        | Perform. | Argento                                           | Perform. | Bronzo                                     | Perform. |
| Gara individuale maschile (dettagli) | Daniele Masala                                             | 5.469    | Svante Rasmuson                                   | 5.456    | Carlo Massullo                             | 5.406    |
| Gara a squadre maschile (dettagli)   | Italia Daniele Masala Carlo Massullo Pier Paolo Cristofori | 16.060   | Stati Uniti Michael Storm Greg Losey Dean Glenesk | 15.568   | Francia Paul Four Didier Boubé Joël Bouzou | 15.565   |

## Medagliere
| Pos.   | Paese       | Oro | Argento | Bronzo | Totale |
| ------ | ----------- | --- | ------- | ------ | ------ |
| 1      | Italia      | 2   | 0       | 1      | 3      |
| 2      | Svezia      | 0   | 1       | 0      | 1      |
| 2      | Stati Uniti | 0   | 1       | 0      | 1      |
| 4      | Francia     | 0   | 0       | 1      | 1      |
| Totale | Totale      | 2   | 2       | 2      | 6      |